# Archimandrita tessellata
La Archimandrita tessellata es una especie de insecto blatodeo de la familia Blaberidae. Comparte con el resto de los miembros de la familia Blaberidae uno de los mayores tamaños entre las cucarachas, llegando a alcanzar 63 mm en los machos y 64 mm en las hembras. 

## Distribución geográfica
Se la puede encontrar en Panamá, Colombia, Costa Rica y Guatemala.